# Empodium elongatum
Empodium elongatum är en enhjärtbladig växtart som först beskrevs av Gert Cornelius Nel, och fick sitt nu gällande namn av Brian Laurence Burtt. Empodium elongatum ingår i släktet Empodium och familjen Hypoxidaceae. Inga underarter finns listade i Catalogue of Life.